# رهنامه

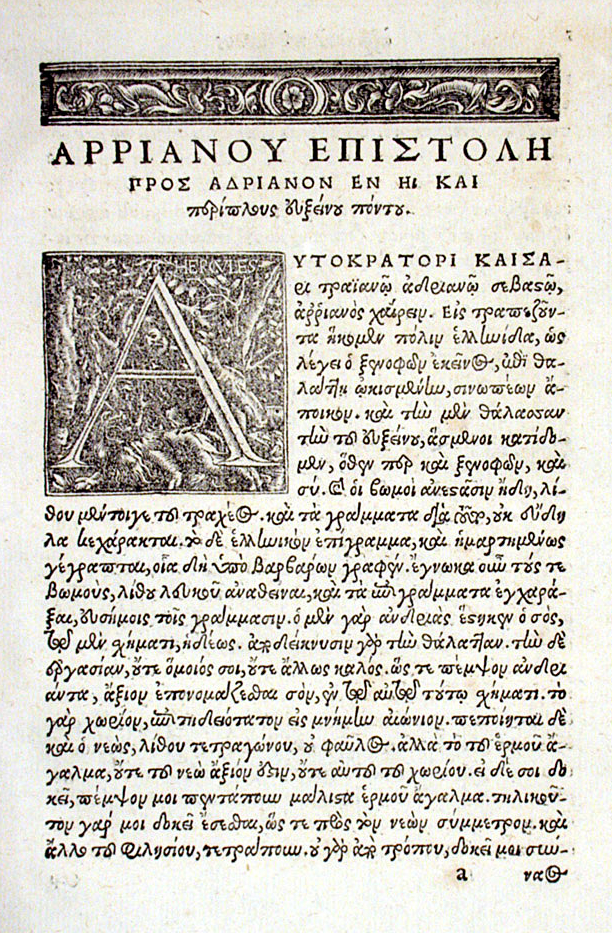
یک نوع رَهنامه‌ها

رَهنامه‌ها در قدیم نقشه‌ها و نوشته‌هایی بودند که در آن‌ها کلیه اطلاعات مربوط به دریانوردی ثبت و مستند شده بود و ناخداها به کمک آن راه سپرده و به مکان لنگرگاه‌ها و غیره پی می‌بردند.

## در خلیج فارس
ایرانیان از روزگار باستان، مبتکر و صاحب رهنامه‌هایی بوده‌اند و به کمک آن‌ها دریانوردی و دریاپویی می‌کرده‌اند. رهنامه‌های ایرانیان، اطلاعات و آگاهی‌هایی در مورد بنادر و جزایر، گاه‌نگاری و جهت‌یابی، جریان‌های دریایی، جریان‌های هوایی، ابزارهای دریانوردی و … را دربرداشته‌اند. پس از اسلام، بسیاری از رهنامه‌های دوران ساسانی به عربی ترجمه شد و دریانوردان دوران اسلامی، بهره فراوانی از آنان برگرفتند.
نمونه از اشعار نظامی:
ز خاقان بپرسید کاین شهر کیست
به رهنامه در، نام این شهر چیست.
در متون قدیمی این واژه به صوت راهنامه، راهنامج، و رهنامج نیز ثبت شده که دو صورت اخیر شکل عربی‌شدهٔ رهنامَگ پارسی میانه است.

## در اروپا
در محدوده دریانوردی فنیقیان، یونانیان و رومیان رهنامه‌ها را پریپلوس (Periplus) می‌نامیدند که واژه‌ای یونانی (περίπλους) است و معنی لغوی آن «گشت‌وگذار دریایی» است.
از نمونه‌های آن می‌توان به رهنامه دریای اریتره اشاره کرد که در سده یکم میلادی نوشته شده‌است.